# Aloja
Aloja (németül: Allendorf) város Lettországban, Rigától 120 km-re északkeletre, közel az észt határhoz. A település 1992-ben kapott városi rangot, egyike az ország legfiatalabb városainak. A 2009-es közigazgatási reformig Lettország Limbaži járásához tartozott.

## Lakossága
A 2004-es adatok szerint a város lakosságának 86,6%-a lett, 4,4%-a orosz, 2%-a cigány, 2%-a fehérorosz, a fennmaradó 5% pedig egyéb nemzetiségű.